# Collin Graf
Collin Graf, född 21 september 2002, är en amerikansk professionell ishockeyforward som spelar för San Jose Sharks i National Hockey League (NHL).
Han har tidigare spelat för Union Dutchmen och Quinnipiac Bobcats i National Collegiate Athletic Association (NCAA).
Graf blev aldrig NHL-draftad.

## Statistik
| 2016–2017   | Boston Jr. Bruins U16    | USPHL       | 28  | 7  | 20 | 27  | 8  | 3 | 0 | 2 | 2 | 2 |
| 2017–2018   | Boston Jr. Bruins U16    | USPHL       | 27  | 10 | 25 | 35  | 4  | 2 | 1 | 4 | 5 | 0 |
| 2018–2019   | Boston Jr. Bruins U16    | USPHL       | 4   | 0  | 5  | 5   | 2  | — | — | — | — | — |
|             | Boston Jr. Bruins U18    | USPHL       | 27  | 6  | 20 | 26  | 16 | 3 | 3 | 0 | 3 | 2 |
| 2019–2020   | Boston Little Bruins U18 | USPHL       | 9   | 1  | 3  | 4   | 12 | — | — | — | — | — |
|             | Boston Jr. Bruins        | NCDC        | 49  | 16 | 13 | 47  | 33 | — | — | — | — | — |
| 2020–2021   | Boston Jr. Bruins        | NCDC        | 42  | 19 | 35 | 54  | 24 | 6 | 3 | 5 | 8 | 2 |
| 2021–2022   | Union Dutchmen           | NCAA        | 37  | 11 | 11 | 22  | 10 | — | — | — | — | — |
| 2022–2023   | Quinnipiac Bobcats       | NCAA        | 41  | 21 | 38 | 59  | 4  | — | — | — | — | — |
| 2023–2024   | San Jose Sharks          | NHL         | 2   | 0  | 1  | 1   | 0  | — | — | — | — | — |
|             | Quinnipiac Bobcats       | NCAA        | 34  | 22 | 27 | 49  | 4  | — | — | — | — | — |
| NHL totalt  | NHL totalt               | NHL totalt  | 2   | 0  | 1  | 1   | 0  | — | — | — | — | — |
| NCAA totalt | NCAA totalt              | NCAA totalt | 112 | 54 | 76 | 130 | 18 | — | — | — | — | — |